# Öpir
Öpir o Öper (lingua norrena: ØpiR/Œpir, che significa "colpitore") (fl. XI-XII secolo) è stato un maestro runico attivo alla fine dell'XI secolo ed all'inizio del XII  in Uppland, Svezia.
Fu il più produttivo di tutti i vecchi mastri runici, e la sua arte viene classificata come stile di Urnes finemente definito.

## Opere
Molti scandinavi del primo Medioevo erano probabilmente in grado di leggere l'alfabeto runico, e molti di loro incisero messaggi su pezzi d'osso e legno. Era però complicato incidere una pietra runica, e per poterlo fare era necessario uno scalpellino. Nel corso dell'XI secolo, quando furono scolpite molte pietre, c'erano poche persone in grado di fare il mastro runico di professione. Loro ed i loro apprendisti preparavano le pietre e, a lavoro ultimato, solitamente le firmavano col nome del mastro runico.
Öpir fu un associato o un apprendista del mastro Visäte, e lo stesso Öpir divenne poi un famoso mastro runico. Firmò circa 50 pietre runiche, ed altre 50 furono probabilmente fatte da lui. Era attivo soprattutto nell'Uppland meridionale ed orientale, ma si trovano sue pietre anche in Gästrikland e Södermanland.

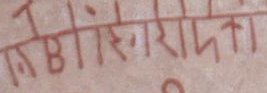
irma di Öpir sulla pietra U 1072

È una caratteristica di queste pietre quella di contenere una runa raffigurante un serpente a forma di 8. Inoltre lo stile è caratterizzato da eleganza e controllo delle complesse intervoluzioni dei serpenti runici.
Il nome Öpir deriva probabilmente da un soprannome che significava "colpitore", e venne da lui usato come pseudonimo. Su una delle pietre (U 485), fornisce il suo nome completo: OfæigR ØpiR.

## Lingua e rune
La lingua norrena di Öpir era speciale dato che il fonema h non sembra far parte del suo linguaggio, e dove avrebbe dovuto usarla la sostituiva con una , la runa in Fuþark recente che sostituisce il fonema h.  Alcuni esempi di questa sostituzione sono huaru (varu), hustr/huastr (austr o vestr), hut (ut) e Huikiar (nome anagrafico di Vigæir). La perdita del fonema iniziale h prima delle vocali ed il suo uso all'inizio delle parole in cui non andrebbe usato è una forma dialettale ancora tipica di Roslagen (Uppland orientale), dove operava Öpir.
Recenti ricerche lo ritraggono come un letterato molto attento, che faceva pochi errori, ed in base a questo studio i vari modi in cui scriveva il suo nome hanno portato a pensare che esistessero due diversi mastri runici di nome Öpir.

## Possibile identificazione con un sacerdote russo
Un riferimento a Упирь (Upir' ) appare in un documento del 1047. Si tratta di un colophon (publishing) in un manoscritto dei Salmi scritto da un sacerdote che lo tradusse da glagolitico in cirillico per il principe di Novgorod Vladimir Yaroslavovich. Il sacerdote dice che il suo nome sarebbe "Upir'  Likhyi " (Упирь Лихый), che suonerebbe come "Vampiro Cattivo" o "Vampio Pazzo". Questo strano nome viene citato come esempio dell'uso di soprannomi come nomi ufficiali. Nel 1982 lo slavista svedese Anders Sjöberg ipotizzò che "Upir' likhyi" fosse di fatto una trascrizione in antico russo o la traduzione del nome di Ofeigr Öpir. Sjöberg disse che Öpir poteva essere vissuto a Novgorod prima di spostarsi in Svezia, considerando il legame che univa Scandinavia orientale e Russia in quel periodo. Questa teoria è minoritaria, ma tuttora discussa, dato che almeno uno storico svedese, Henrik Janson, ha espresso supporto per quest'ipotesi.

## Galleria d'immagini

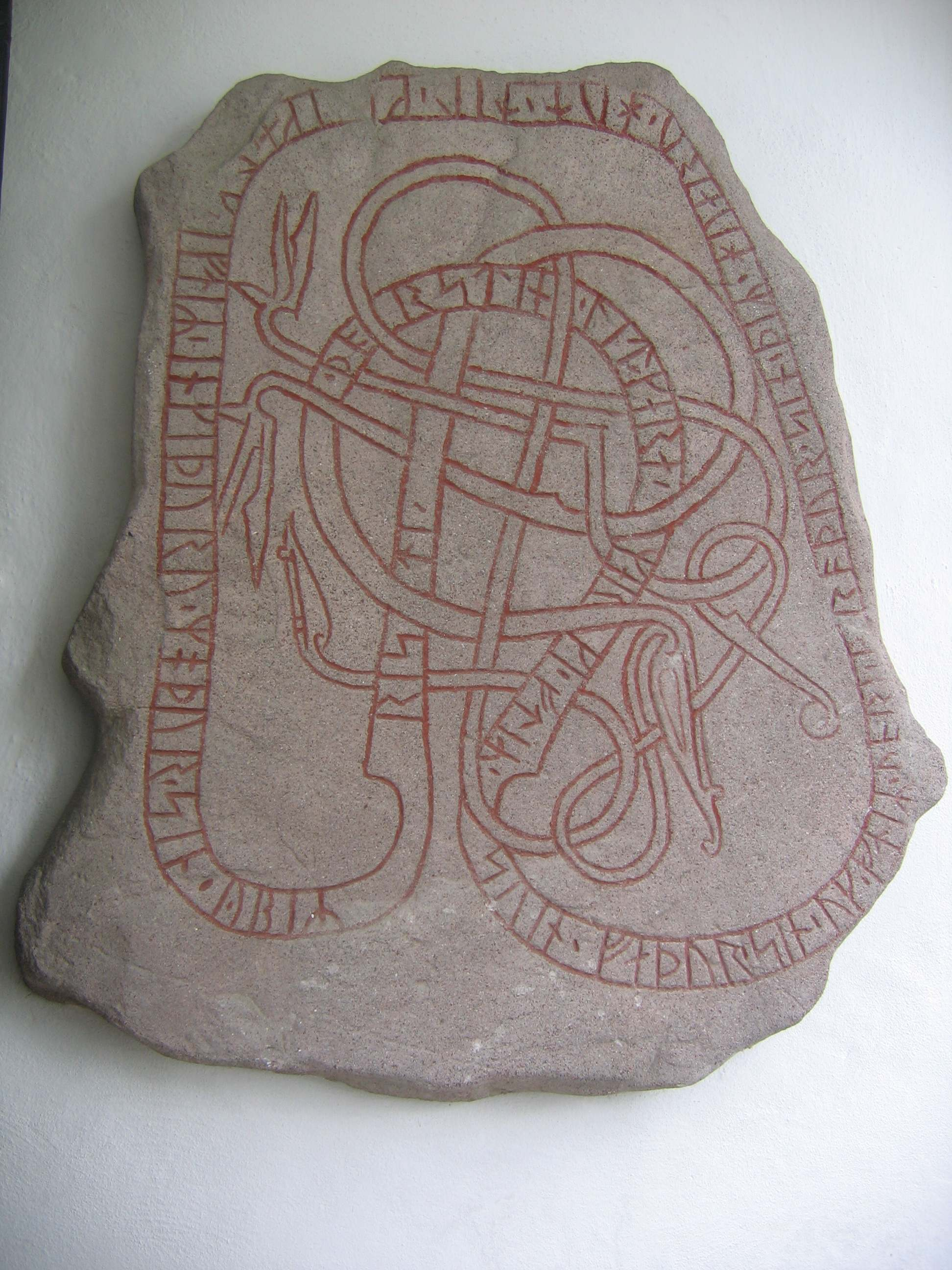
Copia della U 104, una delle pietre runiche della Grecia
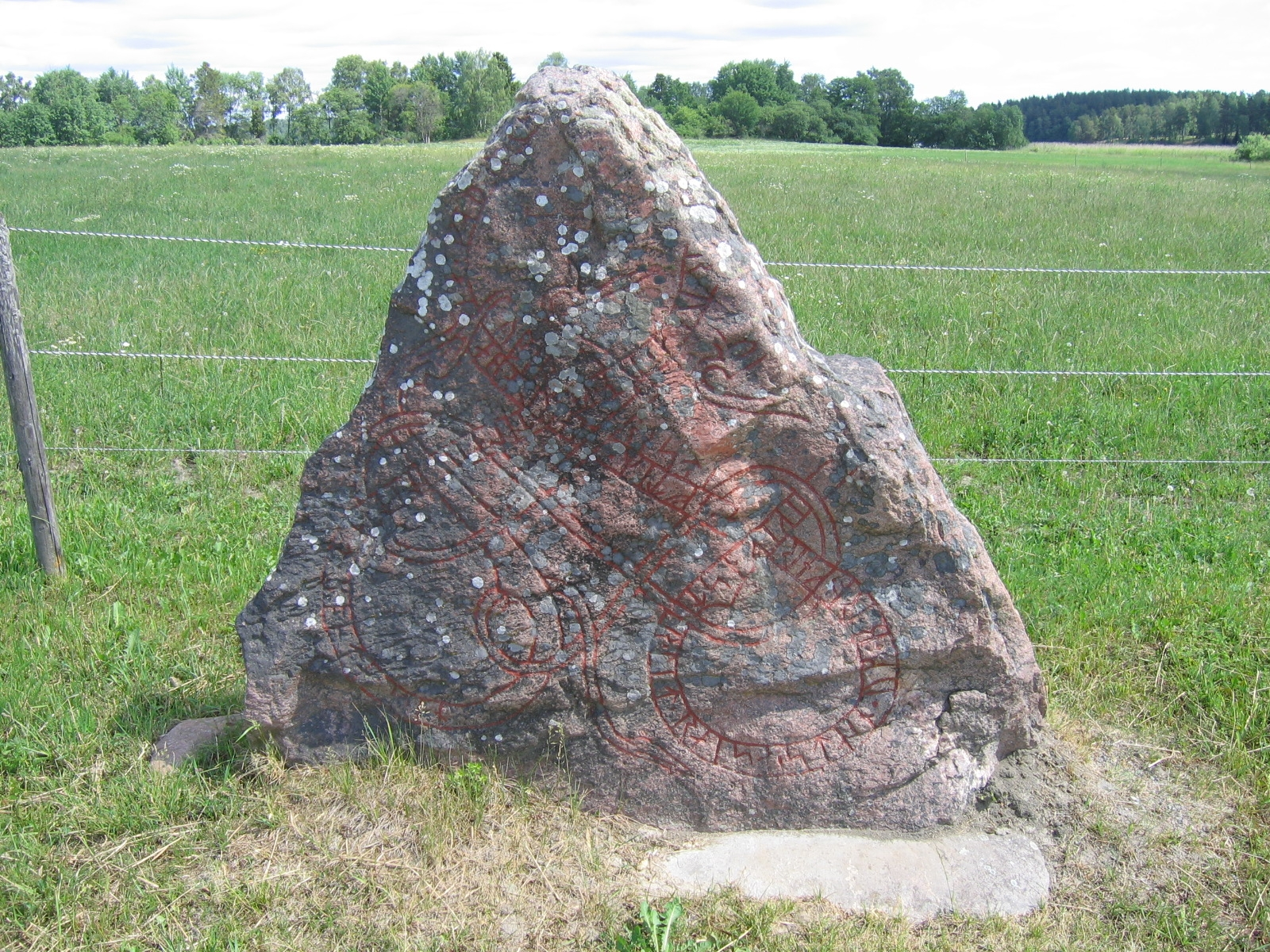
La pietra U 142 è una delle Pietre runiche di Jarlabanke ed è firmata da Öpir.
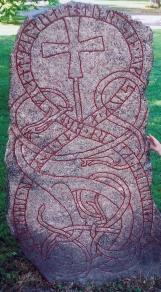
La pietra U 489 è firmata da Öpir.
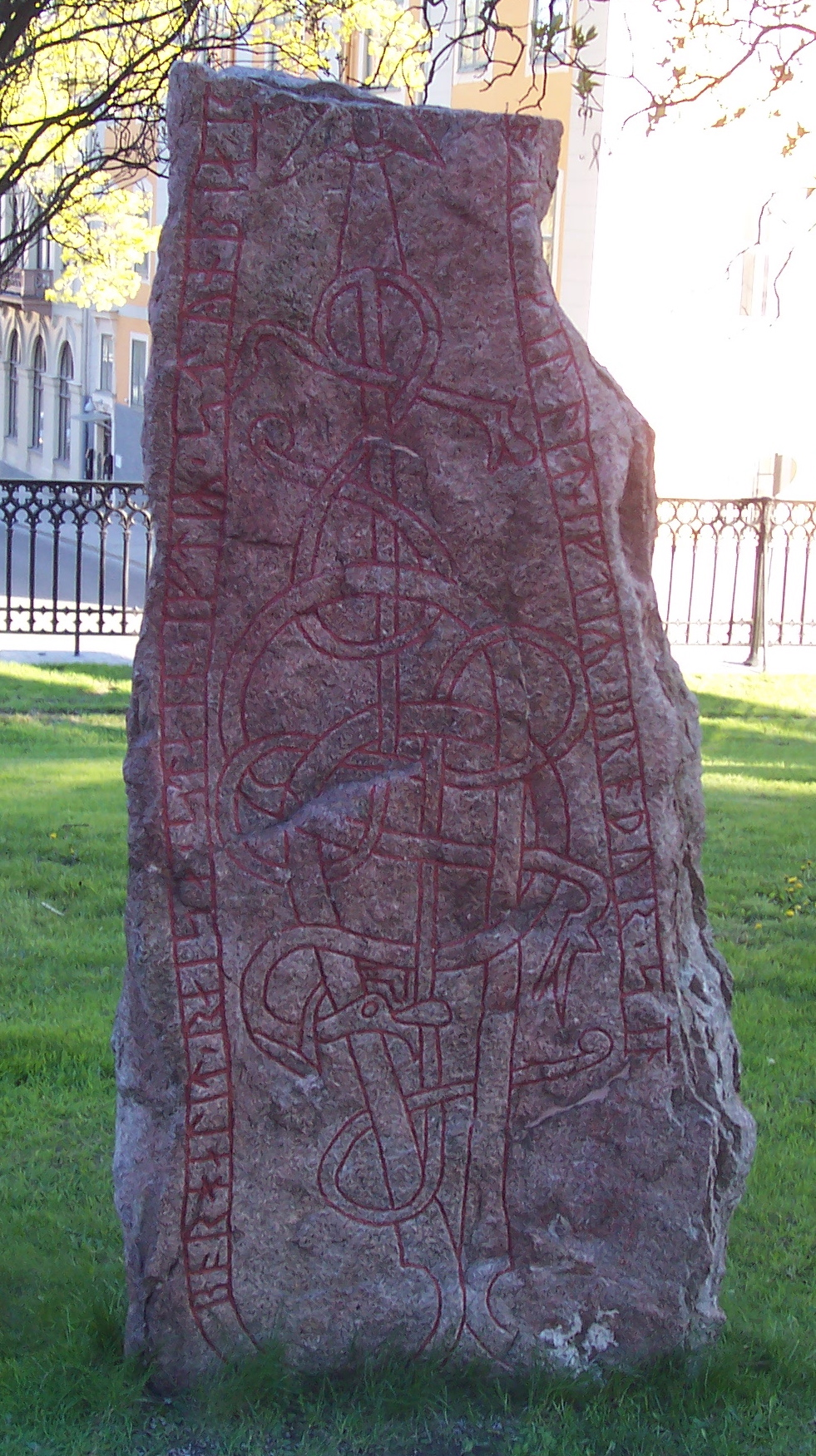
La pietra U 933 è attribuita ad Öpir.
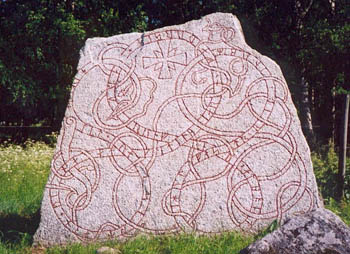
La pietra runica di Vaksala (U 961) è firmata da Öpir.
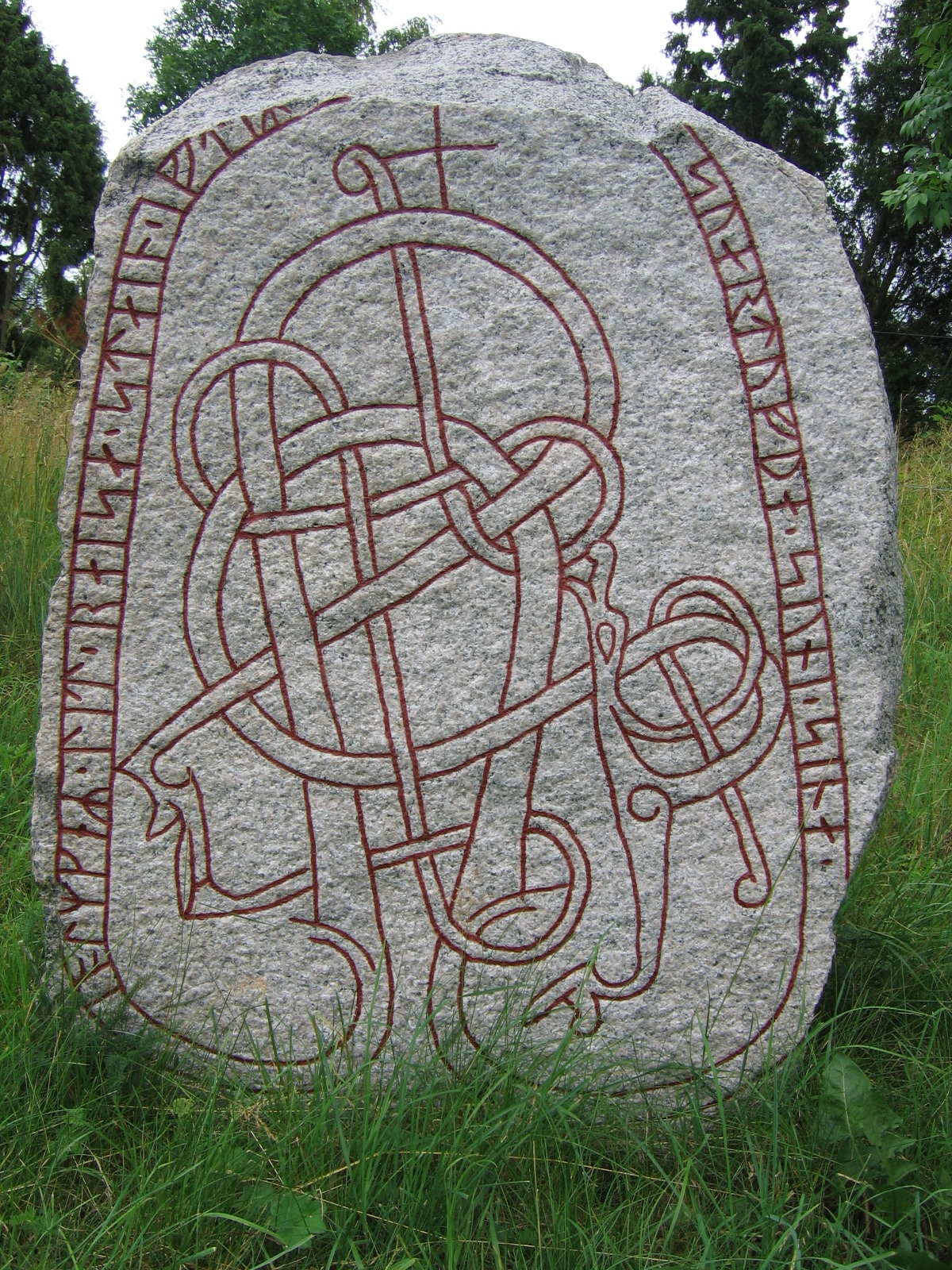
La pietra U 1014 è attribuita ad Öpir.